# マラヤ連邦

マラヤ連邦
ڤرسكوتوان تنه ملايو (マレー語)
Federation of Malaya (英語)

国歌: God Save the King（英語）
神よ国王を守り給え
 (1948–1957)
Negaraku（マレー語）
我が国
 (1957–1963)
マラヤ連邦の位置

マラヤ連邦（マラヤれんぽう、Federation of Malaya、Persekutuan Tanah Melayu）は、11州によって構成されるマレー半島の連邦である。1948年1月31日にマレー半島9州とペナン、マラッカによって結成された。

## 歴史
1946年から1948年にかけて、この地域はマラヤ連合としてイギリスの直轄支配を受けていた。しかし、この連合がムラユ人（マレー人）の地位低下をもたらすものであったため、ムラユ人の民族主義的な反対が高まった。マラヤ連合は解体され、マレー各州の象徴的な君主（スルターン）がその地位を回復させ、マラヤ連邦へと再編された。
当初のマラヤ連邦は独立国家ではなかった。マレー各州がイギリスの保護領としての地位に置かれ、海峡植民地を構成したペナンとマラッカはイギリスの植民地であった。しかし、以前のマラヤ連合と同様に、一般にマレー半島地域の一部と考えられ、海峡植民地の一部でもあったシンガポールは、イギリスの戦略上の理由などからマラヤ連邦に含まれなかった。
1957年8月31日に、マラヤ連邦はイギリス連邦の一員として独立を達成した。
1958年には、首相のトゥンク・アブドゥル・ラーマン・プトゥラが国賓として来日した。
1963年、マラヤ連邦はシンガポール、サラワク、英領北ボルネオ（サバと改称）と新たな連邦を結成し、マレーシアが成立した。しかし、マレー系住民が多い中での政策に中国系住民が反発し、マレー系住民との間で衝突が起き、死傷者を出す暴動にまで発展する。その後、文化的な違いから融和は不可能として、1965年8月9日シンガポールはマレーシア連邦から追放される形で分離独立した。

## 人口
マラヤ連邦の人口は1957年に6,278,758人であった。マレー人が49.8%、華僑・華人が37.2%、インド系が11.1%、その他2%の人種構成であった。
| ジョホール州       | 926,850人   |
| ケダ州             | 701,964人   |
| ケランタン州       | 505,522人   |
| ヌグリスンビラン州 | 364,524人   |
| パハン州           | 313,058人   |
| ペラ州             | 1,221,446人 |
| プルリス州         | 90,885人    |
| セランゴール州     | 1,012,929人 |
| トレンガヌ州       | 278,269人   |
| ペナン             | 572,100人   |
| マラッカ           | 291,211人   |